# Chlorid fosforečný
Chlorid fosforečný je chemická sloučenina se vzorcem PCl5. Je to jeden z nejdůležitějších chloridů fosforu, mezi další patří chlorid fosforitý PCl3 a oxidochlorid fosforečný POCl3. PCl5 nachází využití hlavně jako chlorační činidlo. Jedná se o bezbarvou pevnou látku, komerční produkty však bývají nažloutlé, protože jsou kontaminovány chlorovodíkem.

## Fyzikálně-chemické vlastnosti
Chlorid fosforečný je rozpustný v nepolárních rozpouštědlech. Je dobře rozpustný v tetrachlormethanu (CCl4), sirouhlíku (CS2) a kapalných aromatických uhlovodících. S vodou prudce reaguje.

## Příprava
PCl5 se připravuje chlorací chloridu fosforitého. Tato reakce byla v roce 2000 použita k výrobě cca 10 000 tun chloridu fosforečného.
PCl3 + Cl2  PCl5 ΔH = −124 kJ/mol
PCl5 existuje v rovnováze s PCl3 a chlorem a při 180 °C je stupeň disociace cca 40 %. Kvůli této rovnováze vzorky PCl5 často obsahují chlor, který způsobuje nazelenalé zbarvení.

## Bezpečnost
Chlorid fosforečný je nebezpečná látka, protože bouřlivě reaguje s vodou. Při reakci vzniká chlorovodík a trichlorid fosforylu, v horké vodě kyselina fosforečná.[zdroj⁠?!]
PCl5 + H2O  →  POCl3 + 2 HCl
PCl5  +  4 H2O   →   H3PO4  +  5 HCl